# アンジェリカ・ヘイル
アンジェリカ・ヘイル（Angelica Hale）（2007年7月31日 - ）はアメリカ合衆国の歌手。2017年のアメリカズ・ゴット・タレントの第12シーズンで史上最年少の準優勝を獲得  。 

## 幼少期
2007年7月31日、ジョージア州アトランタにて、ジェームズ・ヘイルと、フィリピンイリガン出身のエヴァ・ボーランドの間に生誕。 
4歳のとき、ヘイルは重度の細菌性肺炎を発症し、 敗血症性ショックと、腎臓を含む多臓器不全を引き起こし、右肺に永久的な瘢痕が残った。ECMOによる治療を12日間受け、80日間入院した後、2012年4月24日に退院。その後1年半を透析に費やし、2013年9月13日、母親から腎臓移植を受けた 。 
その後まもなく、ヘイルはジョージア州アルファレッタでタラ・サイモンから歌のレッスンを受け始めた。その後、5歳から9歳の児童を対象とした歌唱コンクールで優勝し、 Children's Miracle Network HospitalsやChildren's Healthcare of Atlantaなど、多くの慈善活動に出演。 

## 来歴

### 歌手として
2017年、アメリカズ・ゴット・タレントの第12シーズンに出場。トップ10ファイナルでは、クリーン・バンディットとザラ・ラーソンの”Symphony"を歌唱。エピソード22のフィナーレでは、 ケリー・クラークソンの”Stronger (What Doesn't Kill You)” を歌唱。番組史上最年少となる準優勝を獲得。 
アメリカズ・ゴット・タレント出演直後、ニューヨークで7,000人の群衆を前に歌唱 。全米腎臓財団（National Kidney Foundation）で最初の子供大使に任命される。2017年11月2日〜5日にラスベガスで開催されたアメリカズ・ゴット・タレント・ライブショーに出演。 
2017年のNFLアトランタ・ファルコンズとダラス・カウボーイズの試合に出演。12月11日、NFLピッツバーグ・スティーラーズとボルチモア・レイブンズの試合で国歌を斉唱 。 
2017年のメイシーズ・サンクスギビング・デイ・パレードで"Girl on Fire"を歌唱。 翌2018年3月、Celebrity Fight Nightでデイヴィッド・フォスター、Little Big Shotsと共演。 同3月29日、 NFLオタワ・セネターズ対フロリダ・パンサーズの試合前に、 米国歌『星条旗』とカナダ国歌『オー・カナダ』を歌唱 。10月8日、MLBアトランタ・ブレーブス対ロサンゼルス・ドジャース戦でも国歌を歌唱。12月16日、 NFLアトランタ・ファルコンズ対アリゾナ・カージナルス戦のハーフタイムショーで、『サンタが街にやってくる』を歌唱。  
現在、タラ・サイモンの下ボーカルのトレーニングを受けている。 
11歳で、自身が作詞・作曲したデビューシングル”Feel The Magic”をSpotify、Amazon Music、Apple Music、Google Play Musicでリリース。このシングルを作曲するきっかけとなったのはヘイルの個人的な旅であった 。2019年5月、ミュージックビデオ”Feel The Magic”をYouTube、Facebookでプレミア公開。  
2019年4月、フィリピンのバンドTNTボーイズ（TNT Boys）のワールドツアーに参加 。2019年7月4日、PBS放送のスペシャル番組" A Capitol Fourth”にライブ出演。   

### 敗血症連盟
2018年の春、敗血症の緊急医療としての意識を高める非営利団体敗血症連盟（Sepsis Alliance）の"It's About TIME"キャンペーンの全米スポークスパーソンに指名された。 

## 私生活
アトランタ在住。 アメリカズ・ゴット・タレント出場中に産まれた妹アビゲイルがいる。